# Rémilly, Moselle
Rémilly är en kommun i departementet Moselle i regionen Grand Est (tidigare regionen Lorraine) i sydvästra Frankrike. Kommunen ligger i kantonen Pange som tillhör arrondissementet Metz-Campagne. År 2022 hade Rémilly 2 050 invånare.

## Befolkningsutveckling
Antalet invånare i kommunen Rémilly
| Referens: INSEE |